# Бебінген-ан-дер-Ремс
Бебінген-ан-дер-Ремс (нім. Böbingen an der Rems) — громада в Німеччині, знаходиться в землі Баден-Вюртемберг. Підпорядковується адміністративному округу Штутгарт. Входить до складу району Східний Альб.
Площа — 12,23 км2. Населення становить 4592 ос. (станом на 31 грудня 2020).